# Rupert-Mayer-Kirche
Rupert-Mayer-Kirchen sind Kirchen und Kapellen mit dem Patrozinium des seligen Jesuiten Rupert Mayer: 
- Pfarrkirche Oberbozen, römisch-katholische Pfarrkirche in Oberbozen in der Gemeinde Ritten in Südtirol, Italien
- Seliger Rupert (Pirmasens)
- Kirche Seliger Pater Rupert Mayer, römisch-katholische Pfarrkirche in der Gemeinde Poing in Bayern, Deutschland